# Yak-19 (航空機)
Yak-19
- 用途：戦闘機
- 設計者：アレクサンドル・セルゲーエヴィチ・ヤコヴレフ
- 製造者：ヤコブレフ設計局
- 運用者： ソビエト連邦
- 初飛行：1947年1月8日
- 生産数：2機
- 運用状況：試作のみ

Yak-19（ロシア語: Як-19）はソ連のヤコブレフ設計局が開発したジェット戦闘機である。アメリカ合衆国国防総省（DoD）が割り当てたコードネームはType 7。クリーモフ RD-10F ターボジェットエンジンを初めて搭載した航空機でもある。実用化はされず2機の試作機が作られるに留まった。

## 開発と設計
1946年6月、ソビエト連邦人民委員会議はアレクサンドル・ヤコブレフを含むいくつかの設計局に対しリューリカTR-1ターボジェットエンジンを搭載する単座のジェット戦闘機の開発を指示した。要求としては海抜で850km/h、高度5000mで900km/hを発揮し、その高度まで3.8分以内に到達出来、航続距離は700km以上というものだった。ヤコブレフとその開発チームは、以前開発していたYak-15及びYak-17の派生型では厚い翼のために必要な速度に達する事が出来ず、1から開発し直す必要性があると考えた。準備作業ではヤコブレフ設計局が今まで開発してきたジェット戦闘機と同様のポッドアンドブーム式(筒状の胴体に細い尾が付く形)のレイアウトを採用したが、コックピットはエンジンの前に配置する事とした。TR-1エンジンは開発の遅れに悩まされており、ヤコブレフはRD-10エンジンを使用した設計に尽力していた。
6月の下旬にはエンジンを胴体中央に搭載した、より空力的に洗練された「管状」のレイアウトとする事になった。TR-1やロールスロイス ニーン、ロールスロイス ダーウェント等のエンジンが試作機に供給できない事が明らかとなったため、最終的にRD-10のアフターバーナー搭載型を装備する事で落ち着いた。最初の試作機は非常に厳しい期限の中、1946年11月29日に完成した。
Yak-19は金属製のセミモノコック構造で扁平な楕円状の胴体となっており、胴体前方に涙滴型風防で単座のコックピットが設けられた。コックピットの後ろに推力1,100 kgf（2,400 lbf）のRD-10F軸流ターボジェットエンジンを装備した。エアインテークは機首に、排気ノズルは胴体最後方にそれぞれ配置された。三輪式の降着装置を有し、主脚は胴体の内側に、前輪は胴体前方に引き込まれる構造となった。主翼は層流翼型で、2つの翼桁で支えられた直線翼を胴体中央に配置した。主翼にはフリーズ型のエルロンと、ファウラーフラップが装備された。水平尾翼は垂直尾翼の中間に位置し、2つに分けられたラダーを備えた。水平尾翼の上部は布で覆われ、下部は金属で構成された。パイロットはコックピット前方の防弾ガラスと装甲版で保護され、更に射出座席も装備された。Yak-19は合計650 kg（1,430 lb）の燃料を胴体の4つの燃料タンクに分けて搭載した。武装は機首にNS-23機関砲を2門、各70発で装備した。

## 試験と評価
最初の試作機が完成した翌日、Yak-19はトラックでホディンカ・フィールド(英語版)に運ばれ、タキシング試験が行われた。12月12日の試験では欠陥のあった燃料ガスケットが爆発、火災が発生し修理に2週間を要した。処女飛行の直前に、武装を実験段階のシュピタリヌイ Sh-3機関砲に換装した。そして1947年1月8日に、ミハイル・イワノフ中尉の操縦により初飛行を成功させた。Yak-19は3月2日から5月18日にかけて、新しいエンジンが供給されるまで待機した。5月21日、初めて飛行中にアフターバーナーを使用したテストが行われた。Yak-19はアフターバーナーを装備したソ連初の戦闘機であったが、La-156がYak-19よりも1カ月早くアフターバーナーを使用した飛行を行っていた。試作2号機は1号機とほぼ変わらない仕様で、6月6日に初飛行した。変更点は水平尾翼の上反角と垂直尾翼をわずかに修正し、翼端に196 L（52 USgal）のドロップタンクを装備できるようにした。これにより燃料を合計980 kg（2,160 lb）搭載可能となった。
設計局の飛行試験中、Yak-19は時速900km/hを超えるソ連初の戦闘機となった。主なテストパイロットを務めたセルゲイ・アノキン大佐は操縦性、飛行特性共に良好で、平均的な技量のパイロットでも容易に操縦できると報告した。8月3日、試験が終わる前にアノキン大佐はYak-19を使ってトゥーシノ飛行場で行われた航空ショーに参加した。
10月7日に試作2号機で受け入れテストを開始し、1947年1月30日に完了したが、テストパイロット達の評判はあまり良くなかった。アフターバーナーは信頼性が薄く、ロールの操縦性に難ありとされた。他にはコックピットが狭すぎる点、暖房と換気が不足している点、不十分な防弾版などが指摘された。これらの問題から、軍の採用試験には推薦出来ないと結論付けた。ヤコブレフはこれらの問題の対処として、機体の改造は諦め、より強力なRD-500エンジンを搭載するYak-25の開発を行う事とした。

## 諸元
Data from Early Soviet Jet Fighters
- 乗員：1名
- 全長：8.36 m (27 ft 5 inch)
- 全幅：8.72 m (28ft 7 inch)
- 全高：
- 翼面積：13.56 m² (146 ft²)
- 翼面荷重：
- 空虚重量：2,151 kg（4,742 lb）
- 最大離陸重量：3,400 kg（7,496 lb）
- 燃料容量：650 kg（1,430 lb）（内部タンク）、973 kg（2,145 lb）（ドロップタンクあり）
- エンジン：1 × クリーモフ RD-10F 軸流ターボジェットエンジン 10.79 kN（2,425 lbf）（アフターバーナー）
- 最大速度：907 km/h（564 mph）
- 航続距離：580 km（360 mi）（内部タンク）、970 km（603 mi）（ドロップタンクあり）
- 巡航高度：12,100 m（39,700 ft）
- 上昇率：海抜23 m/s（4,500ft /min）
- 武装：
  - 機関砲：2 × 23 mm (0.91 in) Shpitalny Sh-3 （各70発）